# スタッド・ムーレイ・アブドゥラ
スタッド・ムレーイ・アブデューラ （アラビア語: ستاد مولاي عبدالله) は、モロッコのラバトにある多目的スタジアム。 FARラバトのホームグラウンドである。2008年からはモハメッド6世記念国際陸上大会の主会場となっており、2014年のFIFAクラブワールドカップ2014の会場である。。施設名の由来は、ムーレイアブデューラ王子にちなむ。